# ダンタリアンの書架
『ダンタリアンの書架』（ダンタリアンのしょか、Bibliotheca Mystica de Dantalian）は、三雲岳斗による日本のライトノベル。イラストはGユウスケが担当している。『ザ・スニーカー』（角川書店）にて2008年4月号から2011年4月号まで連載され、書籍版は角川スニーカー文庫（角川書店）より2008年10月から2011年6月まで刊行された。作者の三雲は8巻で完結したとしている。
また、コミカライズやテレビアニメ化といったメディアミックス展開がされた（コミカライズ、テレビアニメを参照）。

## ストーリー
蒐書狂（ビブリオマニア）である祖父から、古ぼけた屋敷とその蔵書を引き継いだヒューイは屋敷の地下で静かに本を読む少女ダリアンと出会う。彼女は禁断の「幻書」を納める「ダンタリアンの書架」への入り口、悪魔の叡智への扉だった。

## 本作の舞台
舞台は1919年〜1920年のイギリスのロンドン近郊。ただし、厳密にいえば正確な地名こそ出ないがイギリス各地、さらにはユトランドなど近隣の国が舞台になることもある。また同作者のライトノベル作品『アスラクライン』のあとがきによれば、「第一次世界大戦直後のイギリスっぽい世界」だという。

## 登場人物

### 鍵守と書架
ヒューイ
声 - 小野大輔、少年時代 - 花澤香菜
黒の読姫の正統なる鍵守の後継者。
本作の主人公。本名はヒュー・アンソニー・ディスワード (Hugh Anthony Disward) 。初対面の者にはロード・ディスワードまたはディスワード卿と呼ばれることもある（ヒューイ本人が「（呼称は）ヒューイで構わない」という旨を名乗りと同時に相手に伝えるため、二度目以降はそれに準じた呼称になる）。
ウェズリー・ディスワードの孫。18、19歳ほどの青年。祖父の遺言で古けた屋敷と「ダンタリアンの書架」を引き継ぎ、ダリアンの世話を任された。革製のフロックコートを身にまとい、帽子をかぶっている。「ダンタリアンの書架」の鍵守。ダリアンによると鍵守とは「本に愛されている人間」であり、その恩恵で様々な幻書を読み説くことが可能で読み手に限りなく近い力を発揮し、その恩恵を使いこなすことが出来る。ウェズリーの孫であるためか神話や伝説について一定の知識を持ちあわせており、ダリアンが僅かながら認めるほど。性格は飄々としていて掴みどころがない印象だが、自分がどうなろうとも身内の不始末を自分で決着を付けようとする責任感が強い一面を持っており、幻書を利用して他者を傷つける者に対して静かに怒りを示すなど正義感が強く、それ故か時おり辛辣な言葉を吐きつける所もある。一方で戦争中一時期は荒んだ性格になっていた。幻書関係で様々な場所を奔走しているが、それ以外で働いている描写がなくコミック版ではダリアンから「ニート」と言われている（本人も「しばらくは祖父の遺産を食い潰しながら自堕落に過ごそうと思っていた」と言っている）。とはいえ時代背景を考えるにあたり、上流階級は貴族や領主としての義務は果たす（一応アニメではそれらしき描写も存在する）必要があるものの、基本的には経営業に関わっている場合を除いて働くことなどはない。作中の会話から戦争前は大学生であったことが察せられる。我が強いダリアンの世話をするなど面倒見が良く常識的なためか、作中で起きる様々な騒動に対して関わり苦労することが多い。ダリアンを連れて行動することが多いため、2人の関係を知らない人間からはよく「特殊な趣味の持ち主」と誤解されている。女性に対しても飄々とした態度を取っていることが多く、たびたび叔父や叔母からお見合いを勧められているが、本人は特にその気はないようである。
祖父の形見の大型な中折れ式の軍用回転式拳銃を扱うが「飛び道具は性に合わない」らしい。しかし傍目から見る限り銃の扱いに長けている。格闘術もある程度嗜んでおり、ハルの蹴りを受け止めたり、襲いかかってくる敵を組み伏せたりしている。頭の回転が速い上に咄嗟の判断力に優れ、危機的状況に陥っても動じず瞬時に打開策を取ることが出来る。遠出をする際は、軍下がりのボロ車を用いることが多い。フランとは気難しい相棒と組んでいるという共通点があるためか、密かにウマが合うようで楽しげに会話を交わしている。
3歳の時「ダンタリアンの書架」に迷い込んだことがあり、一晩中泣き続けていたらしい。そのとき書架にいた白い服の少女から鍵をもらい、彼女と友達になっていつか外に連れ出すという約束を交わしており、祖父の遺産を相続したことと、飛行機乗りであったのはその時の約束が含まれている。もらった鍵は当初はネックレスにして首にかけていたが、初めて書架を開いた後に右手と一体化した。それ以降は彼自身が「鍵」の役目を果たし、その証として赤い宝石が右手の手の甲に埋め込まれているため、人前では手袋をつけていることが多い。
一人称は「僕」だが、軍に入った直後は「俺」と名乗っていた。連合国側のパイロットで撃墜王になっているとのこと。最終階級は少尉。このことに触れられるのを快く思っておらず、「兵士だったのか」と言われると「飛行機乗りだ」と訂正し、撃墜王の話題になった時は怒りの表情を一瞬だけ浮かべた。
書架解放時の呪文は「我は問う、汝は人なりや？（I ask of thee Art thou mankind？）」
アニメでは設定年齢より容姿が若く見えるようにデザインされている。

ダリアン
声 - 沢城みゆき
本作のヒロイン。本名はダンタリアン (Dantalian) 。見た目は12、13歳くらいの容姿をしている。幻書の知識を持つ者には「黒の読姫」「悪魔のお姫様」と呼ばれる。また、自らを「壺中の天」と呼ぶ。
「ダンタリアンの書架」の管理者で、本と甘いもの（特に砂糖をまぶした揚げパン）をこよなく愛する黒衣の美少女。しかし、美貌に似合わぬ辛辣な物言いをしたり、他人に罵詈雑言を浴びせて人を困惑させる。ヒューイに無理を強いるわがままな一面も持つ一方で、人見知りが激しいなど少女らしい一面も併せ持っている。動物（特に犬、猫、馬など4足）、高い所、水、幽霊が苦手。人形めいた風貌をしており、喫茶店で椅子に座っている時は人形に間違われることが多々ある。「この世界には知るべきでない事がある」という言葉を口にし、時折全ての感情を排した表情を見せる。ヒューイとは初対面の際に辛辣な態度を取っていたが、不本意ながら鍵守として認め行動を共にすることになり、様々な場所で彼を振り回す。幼少期のヒューイと出会ったことがあるらしくその時に彼が自分と交わした「約束」を覚えていたことを喜んでいる素振りを見せたり、ヒューイが負傷した際は、負傷させた強盗の末路に「私のお気に入りに傷を付けたのだから自業自得」と言い切るなど所々で心を許している場面を見せる。また独占欲が強く、彼が他の女性に靡いていると嫉妬する一面を見せ不機嫌になることが多い。一方で、自身の幸福や孤独などの話題になると、一瞬だけ泣きだす寸前のような表情になることがある。
胸元には黒く、鈍く輝く錠前がある。これこそが「ダンタリアンの書架」の入り口こと「悪魔の叡智への扉」であり、ヒューイの持つ鍵で開くことができる。単独で幻書の力を発動することができるが、その力は弱く鍵守であるヒューイには到底及ばない。他の読姫達とは知り合いらしい。
作中で一時期愛読していた本の内容に男性同士の恋愛要素が含まれていたことがあるが「真実の愛を前にして性別など些末な問題に過ぎない」と肯定するような一面も見せる。
書架解放時の呪文は「否、我は天――壺中の天なり」で、さらに話によってはこの後に「――九十万と六百六十六の幻書を封印せし、迷宮の書架。叡智への扉は開かれり」と続く。
アニメでは錠前や衣装などのデザインが大きく変更された。「ダリアンDays」では自身の体型を気にしたり、遊園地を思いっきり楽しんだりするなど原作では見られない一面を見ることができる。

ハル
声 - 加藤将之
本名はハル・カムホート。年齢は20代後半。
「焚書官」「償いの書」「屋敷妖精の受難」「幻書泥棒」「楽園」「王の幻書」に登場。法衣に似た服を身につけ、先端に香炉を埋め込んだ身の丈よりも長い巨大な杖を持ち歩いているため、聖職者（神父）と間違えられることが多いが、実際は聖職者ではなく焚書官。サイドカーで移動していることが多い。
幻書を破壊することに強い執着心を抱いており、過去になんらかの因縁があることが推測される。常に苛立った顔をしており、そのことがフランにからかわれる一因になっていることに気付いていない模様。また、ヒューイからもたびたびうまくあしらわれてしまっている。なお、ヒューイのことは当初は「鍵守」と呼んでいたが、「王の幻書」の最後で「ディスワード」と呼ぶようになった。
バリツという東洋の格闘術を使うほか、先述の杖（スルトの災いの枝、災厄の杖）に幻書を装填し焚きつけにすることで魔力の炎を生み出す。
書架解放時の呪文は「"壊れた読姫"（ロング・ロスト・ライブラリ） フランベルシュ！我は問う、汝は人なりや？ (ask of thee Art thou mankind?) 」

フラン
声 - 小清水亜美
本名はフランベルジュ (Flamberge) 。「焚書官」「償いの書」「幻書泥棒」「楽園」「王の幻書」に登場。
16、17歳くらいで、幻書の知識を持つ者には「銀の読姫」、またハルには「壊れた読姫（ロング・ロスト・ライブラリ）」と呼ばれる。自らを「堕ちた天」と呼ぶ。一人称は「オレ」。
ハルはフランに対し冷酷な態度を取ることが多く、フランを「ガラクタ」「木偶」などと呼ぶこともある。フラン自身はそんなハルに対しからかうような言動が多く、しゃべり方は男勝り。サイドカーに乗せられて移動することが多く、ゴーグルを付けている。
白髪に金の瞳で全身をすっぽりと覆う白い衣装を身につけており、その生地には動きを制限するように革のベルトが縫い付けられ、フランが自由に動かすことが出来るのは首から上と両腕の手首から先だけという拘束具にも似た施しがある。また、その拘束衣の至る所に鈍く輝く錠前が据えつけられ、フランの動きを封印している。時折悲しげな表情を覗かせる。
書架解放時の呪文は「否、我は天――堕ちた天なり」

教授
声 - 四宮豪
本名不明。「教授」という名前では、「必勝法」「ラジエルの書架」「つながりの書」に登場する。また、教授であると思われるがその呼称がされていないものも含めれば、「焚書官」「償いの書」「働く男」、コミカライズ版の「天寿の書」「独裁者の書」にも登場となる。
年齢不詳の美しい男とされ、長い髪を背中で束ね、医者のような白い衣装を身につけている。時代的に未だ存在しないはずの核分裂の概念を理解しているなど謎の多い人物。
書架解放時の呪文は「紅の読姫ラジエルよ……我は問う、汝は人なりや？」

ラズ
声 - 矢作紗友里
本名はラジエル (Rasiel)。赤の読姫であり、「ラジエル」という名では「ラジエルの書架」で初めて登場し「つながりの書」にも登場している、教授同様に呼称はされていないがラジエルであると思われるものも含めれば「独裁者の書」「焚書官」「眠りの書」「働く男」、コミカライズ版の「天寿の書」にも登場となる。
13、14歳くらいの年齢で、淡い緑色の髪、透けるような白い肌をもち、鮮血のような真紅の衣装と、黄金の篭手と胸当てを身につけている。また右の瞳は髪と同じ淡い緑だが、左目は錠前のような鈍色の眼帯に隠されている。ダリアンとは顔見知りらしく、顔を合わせれば互いに罵詈雑言で罵り合っている。
少し舌足らずな声で笑う。ドイツ語で肯定、否定（「是」を「ヤー」、「否」を「ナイン」）する。
書架解放時の呪文は「否、我は天――嘆きの天なり」

### その他の登場人物
ウェズリー・ディスワード（ウェズ）
ヒューイの祖父で、蒐書狂（ビブリオマニア）の異名を持つ。子爵号を持っており、ディスワード子爵などと呼ばれる。かつて一冊の稀覯本を手に入れるために所領の半分を引き換えにしたほどの好事家で、子孫に恐れられていた。遺言でヒューイに書架を引き継がせ、ダリアンの世話を頼んだ。彼女からは「良い人間であった」と言われている。
カミラ・ザウアー・ケインズ
声 - 能登麻美子
「叡智の書」で初登場し、「等価の書」「時刻表」「災厄と誘惑」「最後の書」にも登場する19歳の女性でサブレギュラー的な立ち位置。ダリアンによれば「ザ・嫁き遅れ」。
王都で貿易商を営むケインズ商会の会長の一人娘。商会はディスワード家と古いつき合いで、特にウェズリーは商会のお得意様でカミラが屋敷に訪れることも多く、それ以来ヒューイとは幼馴染の間柄である。その後しばらく新大陸に渡っていたが、戦争の直後に帰国しボランティアで私塾を開いている。ダリアンは取り付く島もない態度を取り邪険に扱っているがカミラ本人はそのことを欠片も気にしておらず、手のかかる妹のように接しており時々彼女の好物を持って遊びにやってくる。レオンという腹違いの兄がいる。ファッションへは並ならならぬ熱意をもちカウガールをはじめ新大陸での服装にも手を出している。スタイルも良いためダリアンからは複雑な視線で観られている。後に失恋したアルマンを慰めた際には巨乳であることを指摘され彼から恋愛を求められるという災難に遭う。「ダリアンDays」にも登場するがダリアンとの面識がないなど設定が異なっている。
古本屋の主人
声 - 川久保潔
街の裏通りにある古本屋で店番をする小柄な老人。
ヒューイやウェズリーとは古い付き合いで、ダリアンの「読姫」としての姿、幻書という存在を知る数少ない人物。ダリアンの過去を知る人物として、物語のキーパーソン的な立ち位置でいる。
アルマン・ジェレマイア
声 - 櫻井孝宏
「魔術師の娘」に初登場し、「連理の書」にも登場する、造船業で有名なジェレマイア家の令息。18、9歳くらいの青年で、空軍に所属していた頃はヒューイと同じ基地に配属されていており、ヒューイは命の恩人であるという。ヒューイがかつて軍にいたことに触れられるのを嫌っていることを知っているため、彼の階級である「少尉」ではなく「先輩」と呼んでいるダリアンによれば「すっとこどっこい」。
ジェシカ・エルフィンストン
「間隙の書」に初登場し、「航海日誌」「少女たちの長い夜」に登場する、上流階級に令嬢たちが集まる名門の女子奇宿学校の中等部の五年生。歳は15、6くらいの伯爵令嬢であり、ヒューイの婚約者候補でもある。気が強いおてんば娘でジッとしていることが出来ない。亡くなった祖母から「ダンタリアンの書架」の話を聞かされていたため、親友の傷を幻書で癒しているのを見た時ダリアンの正体を見抜いた。栗色の髪をポニーテール風に束ねており、よくダリアンにそのことで悪態を付かれる。ダリアンによると「大根足、栗毛獣etc…」。「少女たちの長い夜」でダリアンと幻書を回収するために町を奔走することになる。その際にある言葉を口にしたため、彼女から名前で呼ばれるようになった。ヒューイ達と幻書絡みの騒動に巻き込まれ際には、囮にされたり危険な目にあったりと酷い目に会うことが多い。
ミス・ローディーン
「間隙の書」に初登場し、「少女たちの長い夜」に名前のみ登場。ジェシカが通う女子寄宿学校の校長。年齢不詳の若々しい容姿でダリアンからは「三十路」と呼ばれている。幻書について知識を持ちあわせており、ヒューイとダリアンを自分の学校に呼び寄せ事件の解決を頼んだ。「少女たちの長い夜」ではヒューイ達に幻書の回収を依頼し、この幻書が騒動を引き起こすことになる。性格は気まぐれで自由奔放。その正体はヒューイの叔母で彼からは苦手意識を持たれている。
オリヴァー・グロステステ
「幻書泥棒」「災厄と誘惑」「永き黄昏のヴィネット」に登場する警察官。階級は警部。ハルとは物語以前からの知人のようで、また「災厄と誘惑」でヒューイとも面識ができた。
ミスリル
「幻書泥棒」「永き黄昏のヴィネット」に登場する人物で、幻書専門の怪盗。「無貌の書」と呼ばれる仮面状の幻書の能力で老若男女問わずどんな人物にでも化けられる変装の達人。仮面を外した下の顔は東洋系の美女だが、それすらも本当の姿なのか変装なのかは不明。
シューラ・イルマリア
「柩の書」「永き黄昏のヴィネット」に登場。ユトランドで写真記者をしている女性。ダリアンからは何かにつけて馬鹿にするような態度を取られている。ヒューイは彼女の連絡先を把握しており、「人化の書」にて名前は挙げていないものの彼女にコンタクトを取っている。
白い服の少女
「ダンタリアンの書架」の中で無数の幻書の眠りを守り続けている少女。ダリアンと全く同じ容姿をしており、自身がいる書架を牢獄と語る。書架に迷い込んだ幼いヒューイと出逢い、一緒に外の世界へ行く約束を交わし、今もなお彼を待ち続けている。
アニメではふた結びにしたピンク色の髪にハスの花を模した髪型りとピンク色のドレスを着ており、コミカライズ版「ダンタリアンの書架」では衣装までダリアンと同じ（黒いドレス）であるなど若干の差異が見受けられる。
アニメでは書架の扉を開放した際、その都度必要となる幻書を渡しているかのような描写がある。
プリシラ・ライレー
コミカライズ版「ダリアンDays」の主要人物でもう一人の主人公でもある。ロードウィンダル学園2年J組のクラス委員長。没落貴族の一人娘で奨学生。思ったことを文章にして書く癖があり、いつも本心を聞かれてしまう。幻書によって何らかの影響を受けたような描写がある。巨乳の持ち主で事ある毎にセシルに揉まれたりスカートをめくられるなどのセクハラを受けている。当初はダリアンからは「乳牛」と呼ばれているが親しくなってからは「プリシラ」と呼ばれるようになった。終盤では突如姿を消し、誰からも存在を忘れられたダリアンを唯一覚えており、その思いが届き、ダリアンを引き戻すことができた。おまけ漫画によると幻書の後遺症がまだ残っているようで夜中になると牛の舞をする。
マーガレット・マンシュウェル
コミカライズ版「ダリアンDays」の主要人物。ロードウィンダル学園2年J組でプリシラの友達。二人に比べ、おっとりした性格で多少天然な所があり、ダリアンとヒューイの関係を禁断の関係と勘違いするプリシラやセシルに対して「お嫁さんに憧れるよね」とズレ答えを言ったり、ダリアンの錠前をヒューイからの婚約指輪的なものだと思ったりする。ダリアンからは「犬」と呼ばれた。怪談話が苦手で意外にも宿題を忘れる一面を見せた。初期段階では彼女が主人公の予定でプリシラの小説作りや巨乳なども含まれていたが完全に別々になり、そのためか２巻ではダリアンと一緒に行動する場面が増えている。
セシル・パトレーナ
コミカライズ版「ダリアンDays」の主要人物。ロードウィンダル学園2年J組でプリシラの友達。庶民生まれ。二人に比べ活発でがさつな性格で巨乳のプリシラを羨ましがるあまり事ある毎にセクハラをしている。また度が過ぎるほど楽天的でダリアンの制服姿を見たいあまり人前でスカートを脱いだり（本人曰く下にブルマを穿いているから）プリシラからスカートを半分借りて一緒に穿いて帰ろうとしたりするなど行動を取る為、プリシラから「真性の大バカ」と言われ、ダリアンからは「猿女」と呼ばれた。ヒューイに好意を抱いており、アプローチするがうまくいかない。意外と真面目な部分もあるのか宿題をちゃんとやる一面もあり、ダリアンもこれには驚かされていた。またお世辞で言っても工作はうまくは無いが美術の先生に才能を認められ、終盤では劇でやるシンデレラの美術監督を任される。

## 用語
幻書（げんしょ）
焚書で焼かれたり、失われた古代図書館の蔵書など本来、この世に「在らざるべき」幻の本のこと。幻書は正しい読み手が紐解けば計り知れない恩恵を与える。しかしふさわしくないものが幻書を持つと、幻書は世界の境界を超え、世界のバランスを崩してしまうという。書物であるゆえその表装・使用されている文字などは様々だがコミカライズ版『ダンタリアンの書架』においては3巻現在のところ総じて黒い表紙に題名がつづられた本として描かれている。また幻書と同様の力を持ちながら「書物」という形式から外れたものも存在する。
境界（きょうかい）
現世（うつしよ）と幻書の世界の間。幻書にふさわしくない人間が幻書をもつことで制御の利かない力が境界を越えてしまう。
ダンタリアンの書架
ダンタリアンの書架
幻書のうち境界を越え、世界のバランスを崩すような危険な幻書を封印するための迷宮図書館。九十万と六百六十六冊（900,666冊）の幻書を収めている。コミカライズ版『ダンタリアンの書架』においては一冊ごとに管理番号が割り振られている模様。幻書専用というわけではないらしく一般の書物を（一時的ながら）収めているような描写もある。
焚書官（ふんしょかん）
ハルによると、幻書を燃やす為の存在。ハル個人も幻書に深い憎しみを抱いているようだが、焚書を目的とする理由は明らかになっていない。
幻稿（げんこう）
幻書が書物である以上、それを著す書き手が存在する。幻稿は言わば幻書の卵で、ラズはこれを幻書に仕上げることを目的としている。
ラジエルの書架
失われた「ラジエルの書」を復活させるために幻書を収集・封印する図書館。
破邪の銀（ミスリル）
銀の輝きと鋼を凌ぐ強度を持ち、退魔の魔力を付与されたという、この世に在らざるべき幻の金属。”怪盗ミスリル”はこれで作られたナイフにより幻書の力で召喚された怪物など魔力由来の存在を破壊・消滅させることができる。
屍本（しほん）
本を愛するあまり自らの肉体を本に変え、永遠の時を本として生きることを望んだ異端の蒐書狂の成れの果て。人の意識をもつ生きた書物。

## 各話タイトル一覧
文庫本での掲載順による。
| 文庫本 巻数 | 文庫本での 話数  | Episode数                | タイトル                             | サブタイトル               | 掲載された ザ・スニーカー | ザ・スニーカー での話数 |
| 第一巻      |                  |                          |                                      |                            |                           |                         |
| ----------- | ---------------- | ------------------------ | ------------------------------------ | -------------------------- | ------------------------- | ----------------------- |
| 第一巻      | 第一話           | Episode 01               | 「美食礼賛」                         | Meditations de Gastronomie | 2008年4月号               | 第一話                  |
| 第一巻      | 第二話           | Episode 02               | 「血統書」                           | Crossbreed                 | 2008年8月号               | 第六話                  |
| 第一巻      | 第三話           | Episode 03               | 「叡智の書」                         | Liber Sapientiae           | 2008年6月号               | 第三話                  |
| 第一巻      | 断章一           |                          | 「独裁者の書」                       | Talisman of Despot         | 書き下ろし                | 書き下ろし              |
| 第一巻      | 第四話           | Episode 00               | 「仕掛け絵本」                       | The Harlequinade           | 2008年4月号               | 第二話                  |
| 第一巻      | 断章二           |                          | 「天寿の書」                         | Der Gevatter               | 書き下ろし                | 書き下ろし              |
| 第一巻      | 第五話           | Extra Episode 01         | 「焚書官」                           | Bibliocaust                | 書き下ろし                | 書き下ろし              |
| 第二巻      |                  |                          |                                      |                            |                           |                         |
| 第一話      | Episode 04       | 「茨姫」                 | La Belle au bois dormant             | 2008年6月号                | 第四話                    |                         |
| 第二話      | Episode 05       | 「月下美人」             | Queen of the Night                   | 2008年8月号                | 第五話                    |                         |
| 断章一      | Fragment 03      | 「恋人たち」             | The Little Jealous Girl              | 2008年12月号               |                           |                         |
| 第三話      | Episode 06       | 「等価の書」             | The Straw Millionaire                | 2008年10月号               | 第七話                    |                         |
| 第四話      | Episode 07       | 「胎児の書」             | Shem-ha-mephorash                    | 2008年10月号               | 第八話                    |                         |
| 断章二      |                  | 「必勝法」               | The Gambler's Fallacy                | 書き下ろし                 | 書き下ろし                |                         |
| 第五話      | Extra Episode 02 | 「ラジエルの書架」       | Bibliotheca Razielis Archangeli      | 書き下ろし                 | 書き下ろし                |                         |
| 第三巻      |                  |                          |                                      |                            |                           |                         |
| 第一話      | Episode 08       | 「換魂の書」             | The Resurrection                     | 書き下ろし                 | 書き下ろし                |                         |
| 第二話      | Episode 09       | 「忘却の書」             | Barbe-Bleue                          | 2008年12月号               | 第九話                    |                         |
| 第三話      | Episode 10       | 「黄昏の書」             | End of the Twilight World            | 2008年12月号               | 第十話                    |                         |
| 断章一      |                  | 「眠りの書」             | The Princess Never Count Sheep       | 書き下ろし                 | 書き下ろし                |                         |
| 第四話      | Episode 11       | 「魔術師の娘」           | La traviata                          | 2009年2月号                | 第十一話                  |                         |
| 断章二      |                  | 「美女の世界」           | The Most Beautiful Girl in the World | 書き下ろし                 | 書き下ろし                |                         |
| 第五話      | Episode 12       | 「償いの書」             | Voodoo for Vendetta                  | 2009年2月号                | 第十二話                  |                         |
| 第四巻      |                  |                          |                                      |                            |                           |                         |
| 第一話      | Episode 13       | 「間隙の書」             | The Pressed Flower                   | 2009年6月号                | 第十三話                  |                         |
| 第二話      | Episode 14       | 「幻曲」                 | Sonatas for Doll Solo                | 2009年8月号                | 第十四話                  |                         |
| 第三話      | Episode 15       | 「連理の書」             | Until Death Do Us Part               | 2009年10月号               | 第十七話                  |                         |
| 断章一      | Fragment 08      | 「催眠の書」             | Hypnotist in Trance                  | 2009年6月号                |                           |                         |
| 第四話      | Episode 16       | 「調香師」               | Daughter of Gandharva                | 2009年10月号               | 第十六話                  |                         |
| 断章二      | Fragment 07      | 「屋敷妖精の受難」       | The Wandering Brownie                | 2009年6月号                |                           |                         |
| 第五話      | Extra Episode 03 | 「幻書泥棒」             | Der Doppelgänger                     | 書き下ろし                 | 書き下ろし                |                         |
| 第五巻      |                  |                          |                                      |                            |                           |                         |
| 第一話      | Episode 17       | 「時刻表」               | The Crossing Point                   | 2009年12月号               | 第十八話                  |                         |
| 断章一      | Fragment 09      | 「水辺の花」             | Echo of Grief                        | 2009年12月号               |                           |                         |
| 第二話      | Episode 18       | 「猫と読姫」             | Eine Katze hat Neun Leben            | 2010年4月号                | 第二十話                  |                         |
| 断章二      | Fragment 10      | 「愚者の書」             | Des Kaisers neue Kleider             | 2009年12月号               |                           |                         |
| 第三話      | Episode 19       | 「航海日誌」             | La Vaisseau Fantôme                  | 2009年8月号                | 第十五話                  |                         |
| 断章三      |                  | 「観測者」               | The Abyss Gazes Also Into You        | 書き下ろし                 | 書き下ろし                |                         |
| 第四話      | Episode 20       | 「つながりの書」         | The Connection                       | 2010年4月号                | 第十九話                  |                         |
| 第六巻      |                  |                          |                                      |                            |                           |                         |
| 第一話      | Episode 21       | 「雛形の書」             | The Buckup of The Virtue             | 2010年6月号                | 第二十一話                |                         |
| 断章一      | Fragment 12      | 「働く男」               | The Monomorphism                     | 2010年10月号               |                           |                         |
| 第二話      | Episode 22       | 「柩の書」               | The Coffim Texts                     | 2010年6月号                | 第二十二話                |                         |
| 断章二      | Fragment 13      | 「本当の私」             | She's in Search of Herself           | 2010年10月号               |                           |                         |
| 第三話      | Episode 23       | 「人化の書」             | Den Lille Havfrue                    | 2010年8月号                | 第二十三話                |                         |
| 第四話      | Extra Episode 04 | 「楽園」                 | The Stalactite                       | 2010年8月号                | 第二十四話                |                         |
| 第七巻      |                  |                          |                                      |                            |                           |                         |
| 第一話      | Episode 24       | 「災厄と誘惑」           | The Grimoire and The Aphrodisiacs    | 2010年10月号               | 第二十五話                |                         |
| 断章一      |                  | 「型録」                 | The Facebook                         | 書き下ろし                 | 書き下ろし                |                         |
| 第二話      | Episode 25       | 「叡智の書II」           | W is for Wonderland                  | 2010年11月号               | 第二十七話                |                         |
| 第三話      | Episode 26       | 「少女たちの長い夜」     | The Countdown                        | 2010年11月号               | 第二十六話                |                         |
| 断章二      |                  | 「模倣の書」             | The Emulator                         | 書き下ろし                 | 書き下ろし                |                         |
| 第四話      | Episode FINAL    | 「鍵守」                 | The Keeper Of The Key                | 2011年2月号                | 第二十八話                |                         |
| 第八巻      |                  |                          |                                      |                            |                           |                         |
| 第一話      | Episode 27       | 「王の幻書」             | The Final Destination                | 2011年4月号                | 第三十話                  |                         |
| 第二話      | Episode 28       | 「最後の書」             | The Collector                        | 2011年4月号                | 第二十九話                |                         |
| 第三話      | Episode 29       | 「永き黄昏のヴィネット」 | Le château du Grand Guignol          | 書き下ろし                 | 書き下ろし                |                         |

## コミカライズ
『ザ・スニーカー』2009年10月号でのコミカライズ発表以降、以下3作品が掲載されている。
ダンタリアンの書架
2010年3月、『月刊少年エース』2010年5月号から2012年9月号まで連載された。作画は阿倍野ちゃこ。全5巻。
ダンタリアンの書架　ダリアンDays
2010年3月、『月刊コンプエース』2010年5月号から2011年12月号まで連載された。作画は瀬菜モナコ。全2巻。
ダリアンちゃんの書架
2011年7月、『4コマnanoエース』2011年Vol.3から2012年Vol.15まで連載された。作画は茂田家。全1巻。

## 既刊一覧

### 小説
- 三雲岳斗（著）・Gユウスケ（イラスト） 『ダンタリアンの書架』 角川書店〈角川スニーカー文庫〉、全8巻
  1. 2008年11月1日初版発行（10月31日発売[7]）、ISBN 978-4-04-424113-1
  2. 2009年1月1日初版発行（2008年12月27日発売[8]）、ISBN 978-4-04-424114-8
  3. 2009年5月1日初版発行（4月28日発売[9]）、ISBN 978-4-04-424115-5
  4. 2010年1月1日初版発行（2009年12月26日発売[10]）、ISBN 978-4-04-424116-2
  5. 2010年5月1日初版発行（4月28日発売[11]）、ISBN 978-4-04-424117-9
  6. 2010年12月1日初版発行（11月30日発売[12]）、ISBN 978-4-04-424118-6
  7. 2011年4月1日初版発行（3月31日発売[13]）、ISBN 978-4-04-424119-3
  8. 2011年7月1日初版発行（6月30日発売[14]）、ISBN 978-4-04-424120-9

  - 第9巻は2012年1月中旬にOVA収録DVD同梱の限定版と通常版の発売を予定していたが、どちらも発売中止となった[15]。連載作者の三雲は公式ホームページにおいて、「元々8巻で完結する予定だったが2011年春にスニーカー編集部から続編を書くよう急遽求められ、それに応じることが出来なかった」、「今後新刊を出す予定はない」とコメントを出している[3]。なお、OVA収録の限定版発売中止の代替措置として、阿倍野ちゃこ版『ダンタリアンの書架』の第5巻の限定版においてOVA収録のDVD付き限定版を発売すると発表された[16]。

### 漫画
- 三雲岳斗（原作）・Gユウスケ（キャラクター原案）・阿倍野ちゃこ（作画） 『ダンタリアンの書架』 角川書店〈角川コミックス・エース〉、全5巻
  1. 2010年10月26日初版発行（10月22日発売[17]）、ISBN 978-4-04-715548-0
  2. 2011年3月26日初版発行（3月23日発売[18]）、ISBN 978-4-04-715653-1
  3. 2011年7月26日初版発行（7月22日発売[19]）、ISBN 978-4-04-715745-3
  4. 2012年2月26日初版発行（2月22日発売[20]）、ISBN 978-4-04-120124-4
  5. 2012年8月26日初版発行（8月22日発売[21]）、ISBN 978-4-04-120327-9
    - 「限定版」2012年8月9日初版発行（同日発売[22]）、ISBN 978-4-04-120229-6
- 三雲岳斗（原作）・Gユウスケ（キャラクター原案）・瀬菜モナコ（作画） 『ダンタリアンの書架 ダリアンDays』 角川書店〈角川コミックス・エース〉、全2巻
  1. 2010年11月26日初版発行（11月20日発売[23]）、ISBN 978-4-04-715572-5
  2. 2011年11月26日初版発行（11月19日発売[24]）、ISBN 978-4-04-120013-1
- 三雲岳斗（原作）・Gユウスケ（キャラクター原案）・茂田家（作画） 『ダリアンちゃんの書架』 角川書店〈角川コミックス・エースエクストラ〉、2012年8月25日初版発行（8月22日発売[25]）、ISBN 978-4-04-120348-4

## テレビアニメ
『ザ・スニーカー』2010年8月号で「アニメ化企画進行中」と発表され、2011年7月から9月までテレビ東京ほかにて放送された。放送話数は全12話であるが、第3話や第8話はA・Bパートを分割した2つの短編エピソードとして構成されているため、エピソード話数は全14話である。コミックス付属DVDに収録されたOVA1話も含めると全13回、全15話となる。
放送開始前週には、雑誌『夜想』の編集長であるペヨトル工房の今野裕一をはじめ、文学史・出版史・ゴシック文化などに詳しい専門家たちが本作について語る特別番組『「ダンタリアンの書架」序章 〜共犯者たちの証言〜』が放送された。この番組内では、衣装デザインを担当するロリータ・ファッションブランド「BABY,THE STARS SHINE BRIGHT」が制作したダリアンの衣装『ダリアンドレス』のオリジナル（製品化のための試作品）が、ファッションモデル着用によるイメージショットの形で披露された。
エンディング映像は全編ともアニメを一切用いず、実写のみで制作されている。

### スタッフ
- 原作 - 三雲岳斗（角川スニーカー文庫/角川書店刊）[5]
- キャラクター原案 - Gユウスケ[5]
- 監督 - 上村泰[5]
- キャラクターデザイン - 木野下澄江[5]
- 衣装デザイン - BABY,THE STARS SHINE BRIGHT[28]、ALICE and the PIRATES[28]
- メカデザイン - 村松尚雄
- デザインワークス - 中島薫、荒木茉莉
- 美術監督 - 山賀博之[28]
- 色彩設計 - 高星晴美[28]、竹澤聡[28]
- 撮影監督 - 赤松康裕[28]
- 編集 - 田村ゆり[28]
- 音響監督 - 岩浪美和[28]
- 音楽 - 辻陽[28]
- 音楽プロデューサー - 斎藤友子[28]、植村俊一[28]、髙村奈美[28]
- プロデューサー - 小林潤香[28]、武田康廣[28]、紅谷佳和[28]
- アニメーションプロデューサー - 白石直子[28]、高橋祐一[28]
- アニメーション制作 - GAINAX[5]
- 製作 - ダンタリアンの書架製作委員会[5]（角川書店、ガイナックス、テレビ東京、クロックワークス、NTTドコモ）

### 主題歌
オープニングテーマ「Cras numquam scire」
作詞 - ノリクス・ベネディクトゥス / 作曲 - 辻陽 / 歌 - Yucca
エンディングテーマ「yes,prisoner」
作詞 - 嶽本野ばら / 作曲 - BANSHEE ALIOUXCE / 歌 - maRIONnetTe

### 各話リスト
| 放映話数 | 話数     | サブタイトル     | 脚本     | 絵コンテ          | 演出              | 作画監督                                     |
| -------- | -------- | ---------------- | -------- | ----------------- | ----------------- | -------------------------------------------- |
| #1       | 第一話   | 仕掛け絵本       | 砂山蔵澄 | むらた雅彦        | むらた雅彦        | 木野下澄江                                   |
| #2       | 第二話   | 胎児の書         | 砂山蔵澄 | 中山勝一          | 井畑翔太          | 高村和宏                                     |
| #3       | 第三話   | 叡智の書         | 浦畑達彦 | 富田浩章          | 富田浩章          | 小野田将人                                   |
| #3       | 第四話   | 月下美人         | 浦畑達彦 | 富田浩章          | 富田浩章          | 小野田将人                                   |
| #4       | 第五話   | 換魂の書         | 砂山蔵澄 | 板垣伸            | 中澤勇一          | 小田真弓、坂本勝 （クリーチャー作監）        |
| #5       | 第六話   | 魔術師の娘       | 浦畑達彦 | 今石洋之          | 上村泰            | 木野下澄江、坂本勝 半田修平、河野恵美 雨宮哲 |
| #6       | 第七話   | 焚書官           | 砂山蔵澄 | 佐伯昭志 井畑翔太 | 上村泰 井畑翔太   | 木野下澄江、清丸悟                           |
| #7       | 第八話   | 調香師           | 浦畑達彦 | 立川譲            | 立川譲            | 清丸悟                                       |
| #8       | 第九話   | 等価の書         | 砂山蔵澄 | 富田浩章          | 富田浩章          | 徳田賢朗                                     |
| #8       | 第十話   | 連理の書         | 砂山蔵澄 | 富田浩章          | 富田浩章          | 徳田賢朗                                     |
| #9       | 第十一話 | 黄昏の書         | 浦畑達彦 | 小林治            | 小林治            | 堀元宣                                       |
| #10      | 第十二話 | 幻曲             | 浦畑達彦 | 井畑翔太          | 井畑翔太          | 木野下澄江、清丸悟                           |
| #11      | 第十三話 | ラジエルの書架   | 山賀博之 | 佐伯昭志          | 佐伯昭志 富田浩章 | 木野下澄江、清丸悟 村松尚雄（メカ作監）      |
| #12      | 第十四話 | まだ見ぬ明日の詩 | 砂山蔵澄 | 上村泰 春藤佳奈   | 上村泰            | 木野下澄江                                   |
| OVA      | 第十五話 | 荊姫             | 浦畑達彦 | 山川吉樹          | 山川吉樹          | 石原満                                       |

### 放送局
| 放送地域       | 放送局             | 放送期間                | 放送日時                     | 放送系列           | 備考             |
| -------------- | ------------------ | ----------------------- | ---------------------------- | ------------------ | ---------------- |
| 関東広域圏     | テレビ東京         | 2011年7月16日 - 10月1日 | 土曜 1:23 - 1:53（金曜深夜） | テレビ東京系列     |                  |
| 愛知県         | テレビ愛知         | 2011年7月19日 - 10月4日 | 火曜 1:30 - 2:00（月曜深夜） | テレビ東京系列     |                  |
| 大阪府         | テレビ大阪         | 2011年7月20日 - 10月5日 | 水曜 1:30 - 2:00（火曜深夜） | テレビ東京系列     |                  |
| 岡山県・香川県 | テレビせとうち     | 2011年7月21日 - 10月6日 | 木曜 1:18 - 1:48（水曜深夜） | テレビ東京系列     |                  |
| 福岡県         | TVQ九州放送        | 2011年7月21日 - 10月6日 | 木曜 1:43 - 2:13（水曜深夜） | テレビ東京系列     |                  |
| 日本全域       | バンダイチャンネル | 2011年7月21日 - 10月6日 | 木曜 12:00 更新              | インターネット配信 |                  |
| 日本全域       | あにてれしあたー   | 2011年7月21日 - 10月6日 | 木曜 12:00 更新              | インターネット配信 |                  |
| 日本全域       | MovieGate          | 2011年7月21日 - 10月6日 | 木曜 12:00 更新              | インターネット配信 |                  |
| 日本全域       | AT-X               | 2011年8月9日 - 10月25日 | 火曜 11:00 - 11:30           | CS放送             | リピート放送あり |

### 関連商品

#### BD / DVD
| 巻 | 発売日         | 規格品番  | 規格品番  | 規格品番  |
| 巻 | 発売日         | BD        | 限定版DVD | 通常版DVD |
| -- | -------------- | --------- | --------- | --------- |
| 1  | 2011年09月30日 | KAXA-3401 | KABA-9601 | KABA-9701 |
| 2  | 2011年10月28日 | KAXA-3402 | KABA-9602 | KABA-9702 |
| 3  | 2011年11月25日 | KAXA-3403 | KABA-9603 | KABA-9703 |
| 4  | 2011年12月22日 | KAXA-3404 | KABA-9604 | KABA-9704 |
| 5  | 2012年01月27日 | KAXA-3405 | KABA-9605 | KABA-9705 |
| 6  | 2012年02月24日 | KAXA-3406 | KABA-9606 | KABA-9706 |

#### CD
ダンタリアンの書架 DJCD
2011年11月9日発売。主人公ヒューイ役の小野大輔とヒロインダリアン役の沢城みゆきの語らいが詰まったDJCD。
組曲 ダンタリアンの書架
2011年10月12日発売。劇伴となっている組曲形式の楽章の他、オープニングテーマのテレビサイズや劇中使用曲を収録した2枚組のオリジナルサウンドトラックCD。外装は洋書をモチーフとした特殊パッケージとなっており、解説ページにはOPテーマのフルスコア音源も収録。ディスクにはレコード風の印刷がされている。

## モバイル配信
- 2011年にGAINAXのモバイルサイト「エヴァ&アニメ GAINAX」「エヴァ&GAINAXゲーム」からミニゲームが配信された（「スライドパズル」）。
- 2011年にBIGLOBEよりスマートフォン向けにアプリが配信された（「めざまし」「嫁コレ」など）。